# فريتنز ماوثنر
ولد فريتز ماوثنر في 22 نوفمبر 1849 وهو فيلسوف نمساوي ومؤلف للروايات والمراجعات والأعمال الصحفية وداعي للتشكيك الفلسفي الذي استمده من النقد العلمي والمعرفة الإنسانية وفلسفة اللغة.
ترعرع ماوثنر في ظل عائلة يهودية ميسورة الحال من هورتزيتس في بوهيميا والتي تُعد حاليًا جمهورية التشيك، عمل في تحرير جريدة برلناير تاكيبلات في عام 1895، لكنه استمد شهرته بسبب كتابه (مساهمات في النقد اللغوي - Beiträge zu einer Kritik der Sprache) الذي نُشر على ثلاثة أجزاء بين عامي 1901 و 1902.
توفي ماوثنر في ميرسبورغ في 29 يونيو 1923.

## حياته

### بداية حياته
ولد فريتز ماوثنر في 22 نوفمبر 1849 وهو الرابع من بين إخوته الستة لوالديه إيمانويل وأمالي موثنر، تعتبر عائلته من العوائل الثرية اليهودية ولكنهم لم يمارسوا معتقداتهم الدينية على الإطلاق. ذكر ماوثنر في سيرة حياته أن والده لم يتلقى تعليمًا بينما كانت والدته متعلمةً ولذلك هي التي اهتمت بتعليم الأطفال، تكلم والديه اللغة الألمانية بل فخروا بتكلمها أيضًا على عكس بقية الشعب البوهيمي وبذلك اكتسب فريتز ماوثنر اللغة الألمانية من والديه أما اكتسابه للغة التشيكية كان عن طريق مربيته في روضة الأطفال وتعلم اللغة العبرية من مدرسه الخاص. انتقل ماوثنر في عام 1855 إلى براغ عاصمة التشييك مع عائلته عندما بلغ عمره خمس سنوات ليتلقى تعليمه في مدرسة يهودية خاصة ثم انتقل إلى مدرستين ثانويتين داخليتين، كان ماوثنر يتذمر من المستوى الدراسي المتدني للمدارس ويعتبر نفسه ذكيًا وموهوبًا ولا يستحق أن يتعلم في هذه المدارس، كما اشتكى ماوثنر من النظام المدرسي الذي يعتبر العقاب الجسدي جزءًا أساسيًا منه.
تضاربت الآراء حول تعليم ماوثنر إذ أراد والده أن يصبح تاجرًا بينما أصر ماوثنر على أن يُصبح كاتبًا، لكنهما اتفقا على دراسة ماوثنر لفقه القضاء القانوني في جامعة جارلس الواقعة في براغ التي استمرت منذ عام 1869 إلى 1873، حضر ماوثنر العديد من المتطلبات الدراسية خلال دراسته الجامعية مثل الفلسفة والموسيقى والفيزياء وتاريخ الفن والطب.
اجتاز ماوثنر أول امتحان في القانون بنجاح وعمل ناقدًا مسرحيًا وكاتبًا وشاعرًا جنًا إلى جنب مع إكماله للدراسة إلا أنه ترك دراسة فقه القضاء بالتزامن مع وفاة والده عام 1874 ونشر كتب شعر غير ناجحة وعمل في كتابة المسرحيات إذ عُرضت مسرحيته لأول مرة في مسرح استاتيس عام 1874، واستكمل عمله بكتابة المسرحيات وعرضها إذ عُرضت مسرحيةً أخرى له في برلين وبراغ عام 1876.

### حياته في برلين وفرايبورغ
انتقل ماوثنر إلى برلين عام 1876 عندما كان يبلغ 27 عامًا ليعمل ناقدًا ومؤلفًا للعروض المسرحية بالإضافة إلى عمله وكتبه ومجلداته العرية التي كانت تُعرض منها مقتطفات في الصحف اليومية بانتظام، وبذلك أصبح ماوثنر من الشخصيات المسرحية البارزة في ألمانيا واشتهرت كتبه ورواياته وتُرجمت إلى العديد من اللغات إلا أنها كانت روايات خفيفة وحكم عليها البعضبكونها ضحلة المحتوى إلا أن بعض رواياته كانت فلسفيةً بحتةً.
تزوج ماوثنر من عازفة البيانو جيني إهرنبرغ وأنجبا ابنتهما الوحيدة جريت.
توفيت زوجته بالتزامن مع عمله على كتابه الشهير (مساهمات في النقد اللغوي) وأُصيب ماوثنر على أثر الحادثة بمرض في العيون مما أدى إلى العمى.
غادر ماوثنر برلين وعاش في فرايبورغ عام 1905 عندما كان يبلغ من العمر 56 سنة إذ التقى وتزوج الطبيبة والكاتبة هيدويج (هارييت) ستروب في عام 1907.

### حياته في ميرسبرغ
انتقل ماوثنر مع زوجته هيدويج إلى ميرسبرغ وعمل هنالك غلى أغلب أعماله مثل القاموس الفلسفي الذي نُشر عام 1910 و 1911 وكتاب الالحاد وتاريخه في الغرب.
نُشرت روايته الأخيرة (الموت الأخير لغوتاما بوذا) عام 1912.

## عمله الفلسفي
اقتصر عمل ماوثنر الفلسفي على فلسفة اللغة والإلحاد كما نشر أعمالًا أقصر عن فلسفة أرسطو وسبينوزا وشوبنهاور، بالإضافة إلى موضوعات مختلفة تتعلق بفلسفته في اللغة.
يعتبر أسلوب ماوثنر في الكتابة غير تقليدي، إذ أنه يعتمد على مجموعة متنوعة من المصادر ويجمع بين سيرته الذاتية والاعتبارات النظرية ويكتب بإسهاب.